# Sociedade Esportiva Tupan
La Sociedade Esportiva Tupan est un club brésilien de football basé à São Luís dans l'État du Maranhão. Il fut précédemment connu sous le nom de Tupan Esporte Clube.
Plusieurs grands joueurs brésiliens évoluèrent au sein du club, parmi eux : Clemer Melo da Silva et Luis Oliveira.

## Historique
- Années 1920 ou 1930 : Fondation du Tupan Esporte Clube.
- 1958 : Le club est refondé sous le nom de Sociedade Esportiva Tupan.

## Palmarès
- Championnat du Maranhão :
  - Champion : 1932, 1935, 1938.